# ドーニー

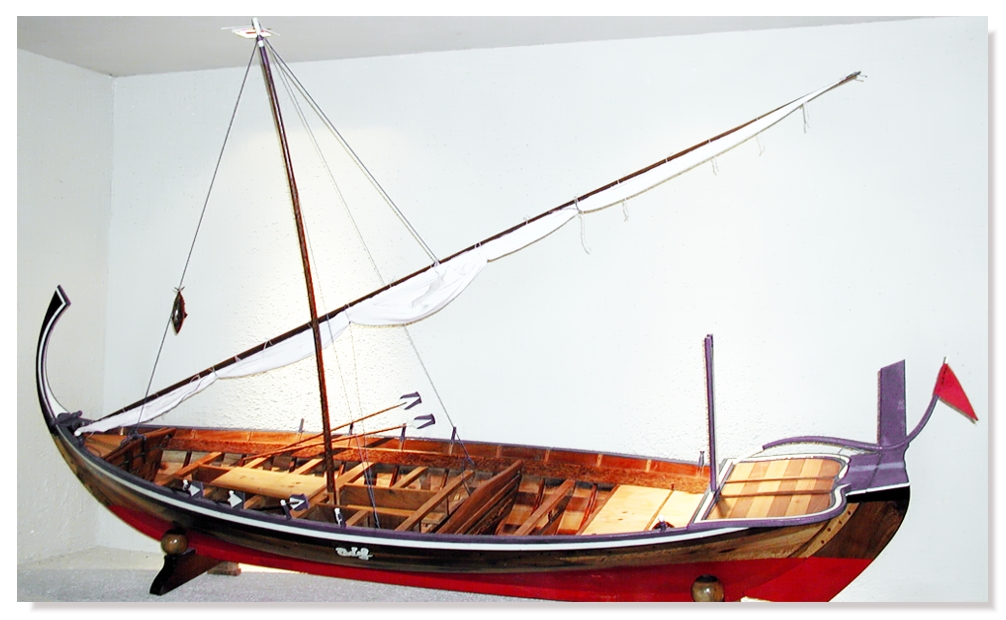
漁船として用いられた伝統的なドーニー

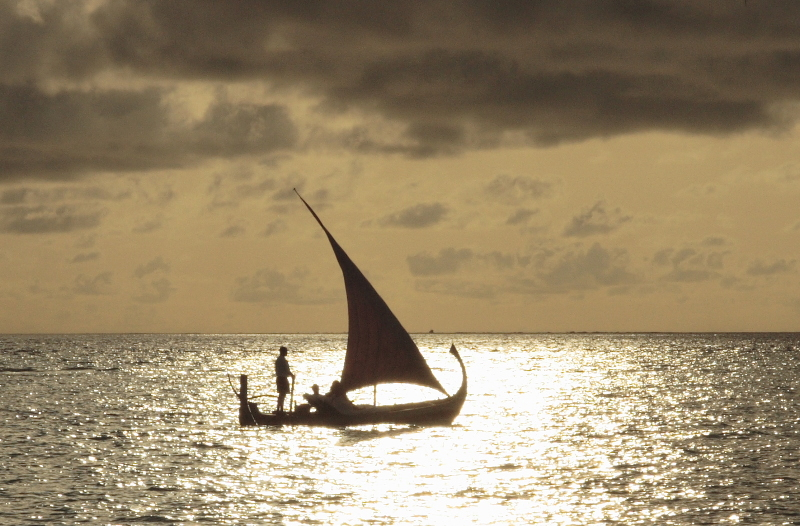
ドーニー。観光客の移動に用いられている様子。（モルディブ、2006年)

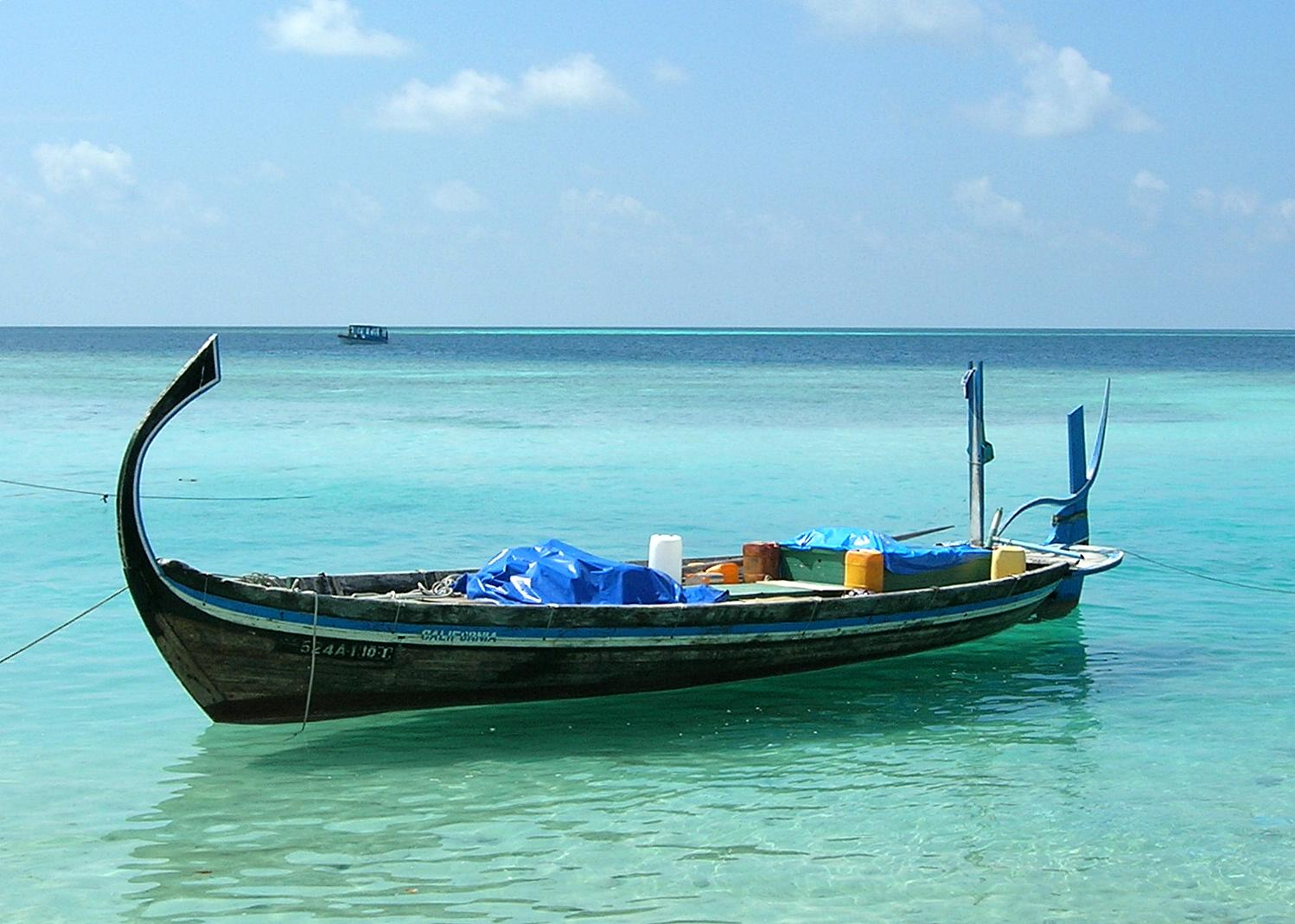
大三角帆のないドーニー

ドーニー（ディベヒ語: ދޯނި／Dhoni）とは、モルディブで使われている、大三角帆やエンジンを持つ多目的帆船のことである。
手作業で製作され、島が多いこの国にとって欠かせない存在である。アラブの船であるダウ船に似ている。元来は帆走用の舟だが、近年ではたいていエンジンが取り付けてある。
ドーニーに使われる木材は、伝統的にはココナツの厚板である。ただし最近は中東から輸入した木材が増えている。ドーニーの主な製作地はアリフシラー環礁である。ドーニーの製作はモルディブの伝統工芸であり、熟練工が若い見習に訓練を施す。木材から舟を完成させるまでには60日を要する。最近のドーニーはグラスファイバーで製作されることもある。エンジン式ドーニーの多くは今や高速航行可能で、操舵輪を持ち、椅子やベンチを完備している。
伝統的なドーニーは、知られる限りモルディブで最も古い舟の一つである。それら伝統的な舟の多くは、必然的にココヤシの材木から作られた。かつてモルディブの漁師たちは（帆のみで進む）帆走式ドーニーを使っていたが、産業革命を経ると、多くの漁師はエンジン付きドーニーに乗り換えた。
コンカニ語で小さい舟を指す「ドニ」という言葉は、アラブ〜ゴアに居たコンカニ人〜その他インドのコンカン地域や西海岸の港町間の貿易関係を示唆するものかもしれない。
モルディブの島々は広範囲にわたる漁船団を持つ。各漁船は国内で製作され、1艘あたり8～12人が乗り込める。それらのほぼ全てがドーニーの類である。なお、定員が2〜3名と小さく大三角帆を持たないものはボックラ（ディベヒ語:  ބޮއްކުރާ／Bokkura）と呼ばれる。
1995年時点で、モルディブには1,674艘の漁船が登録されていた。それらの内、1,407艘は沿岸部でマグロ漁を行なうエンジン式の竿釣り漁船（マスドーニー）、5艘は帆走式マスドーニー、48艘はエンジン式バフドーニー、209艘は帆走式バフドーニー、5艘は浅瀬で流し釣りをする手漕き舟だった。
国際開発協会 (IDA) からの320万米ドルの貸付金を元に、1980年代のうちに殆どの舟が機械化された 。エンジンを取り付けたことで燃料代がかさんだとは言え、1982年から1985年の間に漁獲高が倍増した。さらに1992年には漁獲高は82,000トンを記録した。（例えば1987年の漁獲高は56,900だった）。